# Dillard’s
Dillard's is een Amerikaans detailhandelsbedrijf met het hoofdkantoor in Little Rock, Arkansas.
Het bedrijf is opgenomen in de S&P 500 en exploiteerde in 2019 in totaal 285 warenhuizen onder de naam Dillard's, in 29 staten van de Verenigde Staten. Hiervan waren 240 winkels in eigendom van het bedrijf, het overig vastgoed werd gehuurd van derden.
Het assortiment van Dillard's bestaat voornamelijk uit kleding en accessoires voor dames, heren en kinderen in het midden- en merksegment. Daarnaast biedt het ook cosmetica, sieraden, huishoudelijke artikelen, levensmiddelen en meubels.
Het bedrijf werd in 1938 opgericht door William Dillard (1914-2002) in Nashville, Arkansas. In de jaren daarna werden telkens nieuwe winkels geopend. Het eerste filiaal in een winkelcentrum werd in 1964 geopend in Austin, Texas.
In 1969 volgde een beursgang waarna een periode van expansie volgde met tal van nieuwe openingen of overnames van warenhuizen. De locaties van de warenhuizen zijn met name geconcentreerd in de staten Texas en Florida. Daarnaast zijn er filialen in Arizona, Iowa, Kansas, Missouri, Alabama, Georgia, Tennessee, Oklahoma, Mississippi, Louisiana, Nevada, North Carolina, South Carolina, Kentucky, Indiana en Ohio. In 1994 ging toenmalig CEO William Dillard op tachtigjarige leeftijd met pension en werd opgevolgd door zijn zoon William Dillard II. In de Raad van Bestuur van de onderneming hebben verschillende Dillard-familieleden zitting.
In 1998 werd het Amerikaanse retailbedrijf Mercantile Stores overgenomen.
Dillard's exploiteert ook een online winkel voor de Amerikaanse markt.
De omzet van Dillard in het fiscale jaar 2020 bedroeg $ 34 miljard met een nettowinst van circa $ 170,2 miljoen.